# Romà Montañez i Martín
Romà Montañez i Martín (1979.) je bivši katalonski košarkaš. Igrao je na mjestu beka. Visine je 192 cm. Igrao je u Euroligi sezone 1998./99. za španjolsku TDK Manresu iz katalonskog grada Manrese.
Bio je španjolski kadetski i juniorski reprezentativac. Sa Španjolskom je osvojio srebro na kadetskom EP 1995. godine. Španjolski je B reprezentativac. Sa Španjolskom je na MI 2001. osvojio zlato.